# Strong (Pensilvania)
Strong es un lugar designado por el censo ubicado en el condado de Northumberland en el estado estadounidense de Pensilvania. En el Censo de 2010 tenía una población de 147 habitantes y una densidad poblacional de 1.351,36 personas por km².

## Geografía
Strong se encuentra ubicado en las coordenadas 40°47′51″N 76°26′24″O / 40.79750, -76.44000. Según la Oficina del Censo de los Estados Unidos, Strong tiene una superficie total de 0.11 km², de la cual 0.11 km² corresponden a tierra firme y (0%) 0 km² es agua.

## Demografía
Según el censo de 2010, había 147 personas residiendo en Strong. La densidad de población era de 1.351,36 hab./km². De los 147 habitantes, Strong estaba compuesto por el 31.29% blancos, el 0% eran afroamericanos, el 0% eran amerindios, el 0% eran asiáticos, el 0% eran isleños del Pacífico, el 0% eran de otras razas y el 0.68% pertenecían a dos o más razas. Del total de la población el 0.68% eran hispanos o latinos de cualquier raza.